# Lilongüe

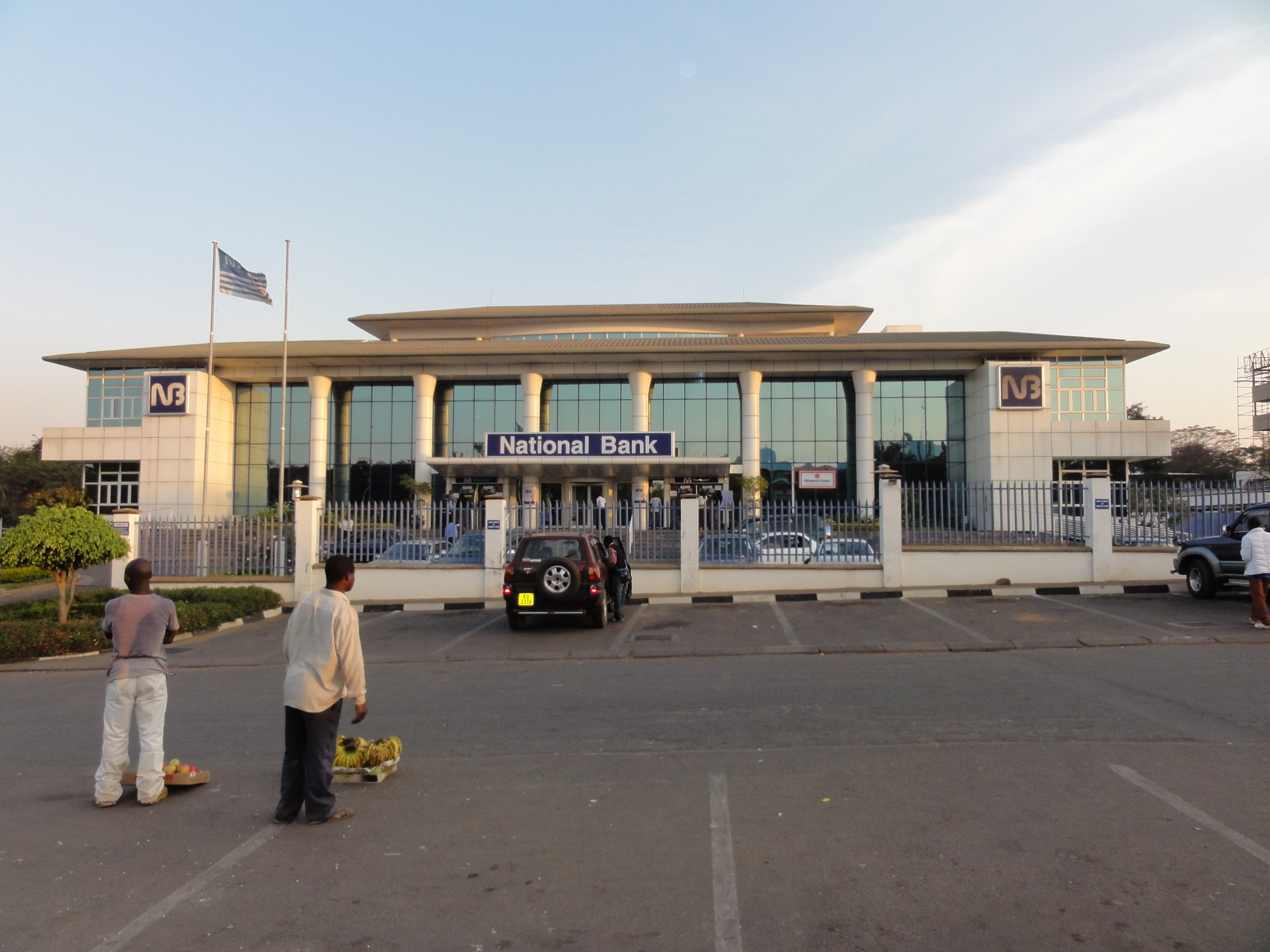
Banco Nacional (National Bank)

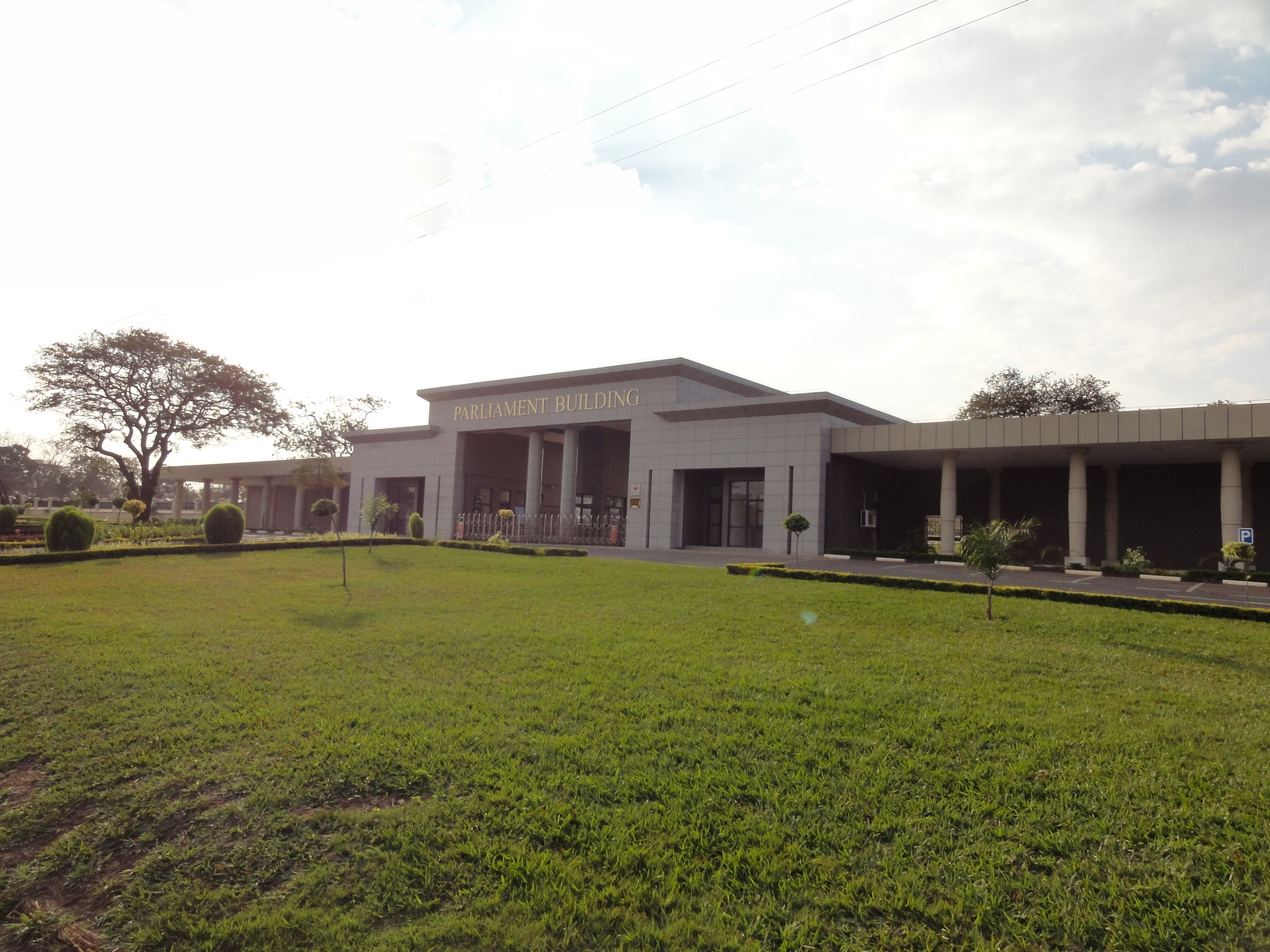
Parliament Building (Edificio del Parlamento)

Lilongüe (Lilongwe en inglés) es la capital y mayor ciudad de Malaui. La ciudad se encuentra en la Región Central, a orillas del río Lilongüe, cerca de la frontera entre Malaui, Mozambique y Zambia. Su población estimada parada el 2018 según el censo nacional es de 989,318 habitantes.
Fue fundada en 1947 como centro agrícola. En 1974 fue elegida para reemplazar a Zomba como capital debido a su posición en el centro del país.
La ciudad está dividida en dos partes, la "ciudad vieja" llena de mercados, tiendas y demás servicios y la "ciudad nueva" donde se encuentra la sede del gobierno, embajadas y grandes superficies comerciales. Por Lilongüe pasa la principal autopista de norte a sur de Malaui, la M1.

## Historia
La ciudad empezó como una pequeña aldea cercana al río Lilongüe, y se convirtió en un centro administrativo colonial británico a comienzos del siglo XX. Debido a su situación en la principal ruta de norte a sur del país y en el camino hacia Rhodesia del Norte (hoy en día Zambia), Lilongüe se convirtió en la segunda ciudad del país por número de habitantes.
En 1974, la capital de Malaui fue trasladada desde Zomba (actualmente la cuarta mayor ciudad del país) a Lilongüe. A pesar de que Lilongüe es la capital oficial del país y que desde su designación ha crecido hasta ser la mayor ciudad del país, la mayoría de las actividades comerciales del país se dan en Blantyre,[cita requerida] segunda ciudad más poblada de Malaui. Como parte de una política de reestructuración, el parlamento nacional fue trasladado a la ciudad, por lo que es el centro político del país.
Lilongüe cuenta con una universidad agraria. Sus mayores encantos turísticos se encuentran fuera de la ciudad, al noroeste el parque nacional de Kasungu, al norte la Reserva Nkhotakota y el lago Malaui al este.

## Áreas

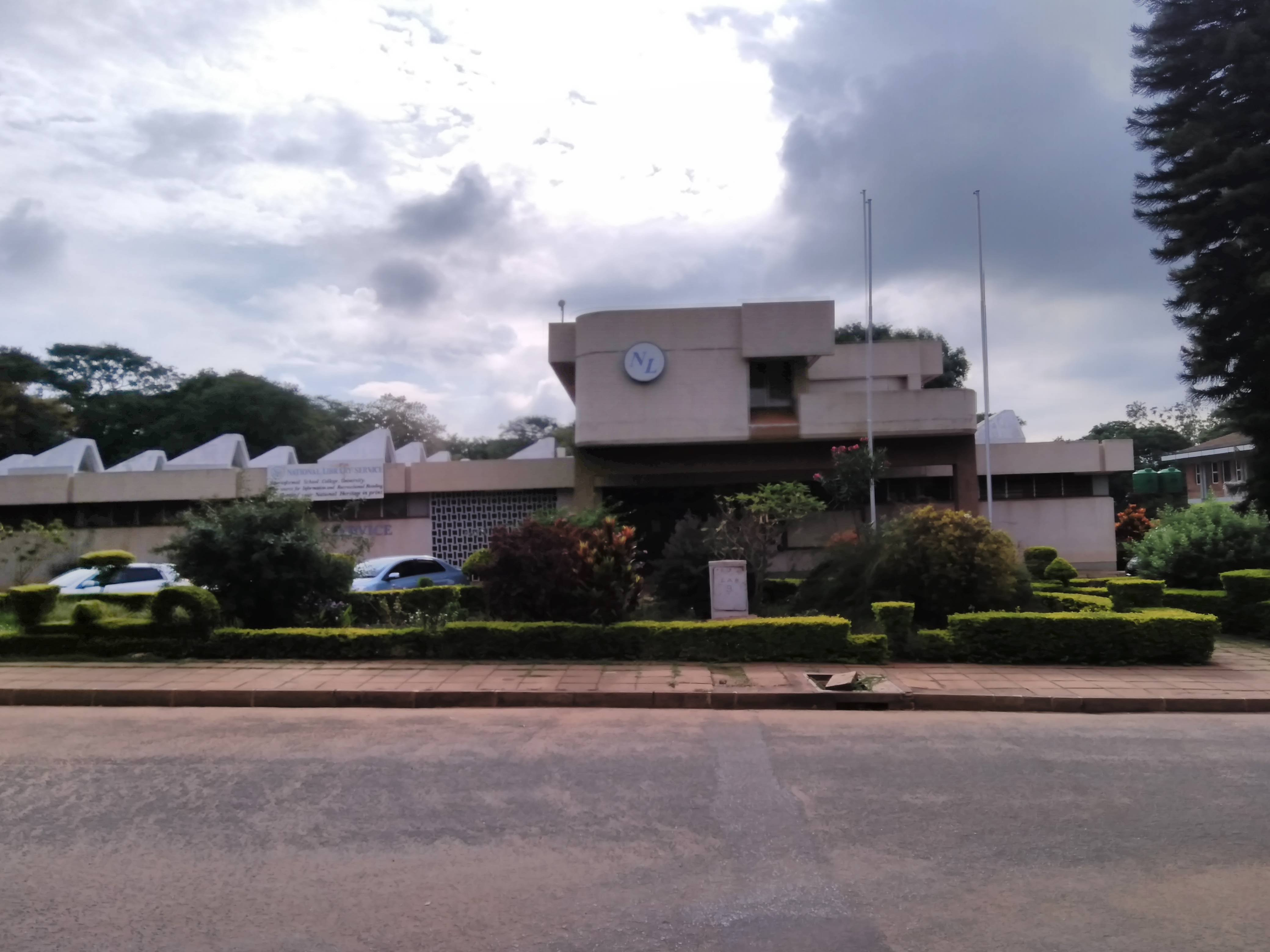
La Biblioteca Nacional de Malaui tiene su sede central en Lilongüe.

La ciudad tiene numerosos barrios conocidos como Áreas. Estas están numeradas, cuyos números van del uno al cincuenta o más conforme la ciudad va creciendo. El centro de la ciudad (City Centre) no está numerada. La numeración no indica ningún tipo de orden ya que no se han numerado de forma consecutiva. Las Áreas más importantes son:
- City Centre es la zona más moderna y desarrollada de Lilongüe. En esta zona se encuentran muchos bancos, como el Standard Chartered, National Bank of Malawi, NedBank o el Reserve Bank of Malawi, embajadas, hoteles, oficinas de aerolíneas, como la South African Airlines, Ethiopian Airlines, British Airways o Kenya Airways, y oficianas de empresas internacionales.
- Área 2, que comprende el casco antiguo o Old Town, al norte de A1. Cerca del centro de la ciudad, es una floreciente zona comercial, frecuentada sobre todo por los habitantes locales. En ella se pueden encontrar tiendas de ropa, comida local, comestibles de estilo occidental, accesorios de bicicletas y coches, materiales para la construcción, etc. En esta zona se encuentra el principal mercado de la ciudad, dos importantes mezquitas y una estación de minibuses.
- Áreas 3 y 9, parte del Old Town, al oeste de A1. Al lado oeste del río Lilongüe, son zonas residenciales de la clase alta, con bares para residentes extranjeros, buenos hoteles, tiendas y restaurantes de estilo occidental y clínicas privadas.
- Área 47. En esta zona se encuentra el African Bible College y su económica clínica misionera en la que suelen trabajar médicos estadounidenses. Cuenta con el pequeño estadio de Silver Stadium. El centro de Children of the Nations tiene su sede en la African Bible College.
- Las Áreas 6, 12, 11, 43, 10 y 44 tienen una baja densidad de población. Las Áreas 15 y 18 cuentan con una densidad media. En particular, el Área 15 cuenta con unos 250 chalés y casas para la clase media.
- Las Áreas mencionadas arriba son bastante tranquilas, seguras y modernas, pero la muchos de los habitantes de Lilongüe viven en casas de baja calidad, a menudo sin electricidad o agua corriente.

Malawi Hastings Kamuzu Banda en LilongüeMalawi Hastings Kamuzu Banda en Lilongüe

## Transporte
Lilongüe cuenta con los servicios de ferrocarril prestados por Malawi Railways y de autobuses por Shire Bus Lines. También cuenta con autobuses y minibuses urbanos entre el casco antiguo (Old Town en inglés), el centro de la ciudad (City Centre), el Aeropuerto Internacional Kamuzu, y con otras ciudades como Mzuzu y Blantyre.
Se pueden encontrar taxis en los hoteles y en la calle Presidential Way, al norte de la zona comercial de City Centre Shopping Centre. El tráfico en la mayoría de las calles suele estar congestionado, y la mayoría de los habitantes prefieren ir andando o en bicicleta.
El Aeropuerto Internacional Kamuzu, situado a unos 35 kilómetros al norte de Lilongüe, en Lumdazi, ofrece vuelos hacia Sudáfrica, Kenia, Dubái y Etiopía.

## Clima
| Parámetros climáticos promedio de Lilongüe, Malaui | Parámetros climáticos promedio de Lilongüe, Malaui | Parámetros climáticos promedio de Lilongüe, Malaui | Parámetros climáticos promedio de Lilongüe, Malaui | Parámetros climáticos promedio de Lilongüe, Malaui | Parámetros climáticos promedio de Lilongüe, Malaui | Parámetros climáticos promedio de Lilongüe, Malaui | Parámetros climáticos promedio de Lilongüe, Malaui | Parámetros climáticos promedio de Lilongüe, Malaui | Parámetros climáticos promedio de Lilongüe, Malaui | Parámetros climáticos promedio de Lilongüe, Malaui | Parámetros climáticos promedio de Lilongüe, Malaui | Parámetros climáticos promedio de Lilongüe, Malaui | Parámetros climáticos promedio de Lilongüe, Malaui |
| Mes                                                | Ene.                                               | Feb.                                               | Mar.                                               | Abr.                                               | May.                                               | Jun.                                               | Jul.                                               | Ago.                                               | Sep.                                               | Oct.                                               | Nov.                                               | Dic.                                               | Anual                                              |
| -------------------------------------------------- | -------------------------------------------------- | -------------------------------------------------- | -------------------------------------------------- | -------------------------------------------------- | -------------------------------------------------- | -------------------------------------------------- | -------------------------------------------------- | -------------------------------------------------- | -------------------------------------------------- | -------------------------------------------------- | -------------------------------------------------- | -------------------------------------------------- | -------------------------------------------------- |
| Temp. máx. abs. (°C)                               | 33                                                 | 32                                                 | 31                                                 | 30                                                 | 30                                                 | 28                                                 | 29                                                 | 31                                                 | 33                                                 | 34                                                 | 34                                                 | 33                                                 | 34                                                 |
| Temp. máx. media (°C)                              | 24.8                                               | 24.9                                               | 24.7                                               | 24.7                                               | 23.2                                               | 22.0                                               | 21.4                                               | 22.6                                               | 25.9                                               | 27.4                                               | 27.3                                               | 25.6                                               | 24.6                                               |
| Temp. media (°C)                                   | 21.2                                               | 21.1                                               | 21.1                                               | 20.2                                               | 18.3                                               | 16.2                                               | 16.1                                               | 17.3                                               | 20.6                                               | 22.4                                               | 22.9                                               | 21.8                                               | 19.8                                               |
| Temp. mín. media (°C)                              | 18.2                                               | 17.7                                               | 17.3                                               | 15.8                                               | 13.1                                               | 10.1                                               | 9.9                                                | 11.1                                               | 13.8                                               | 16.8                                               | 18.5                                               | 18.3                                               | 15.1                                               |
| Temp. mín. abs. (°C)                               | 13                                                 | 12                                                 | 11                                                 | 7                                                  | 3                                                  | -1                                                 | -3                                                 | -1                                                 | 3                                                  | 9                                                  | 12                                                 | 12                                                 | -3                                                 |
| Precipitación total (mm)                           | 223                                                | 187                                                | 128                                                | 44                                                 | 12                                                 | 1                                                  | 0                                                  | 0                                                  | 1                                                  | 10                                                 | 63                                                 | 199                                                | 869                                                |
| Días de precipitaciones (≥ 0.1 mm)                 | 18                                                 | 16                                                 | 15                                                 | 8                                                  | 4                                                  | 1                                                  | 1                                                  | 1                                                  | 0                                                  | 2                                                  | 8                                                  | 17                                                 | 91                                                 |
| Horas de sol                                       | 136.4                                              | 144.1                                              | 170.5                                              | 213.0                                              | 263.5                                              | 243.0                                              | 241.8                                              | 263.5                                              | 294.0                                              | 282.1                                              | 234.0                                              | 139.5                                              | 2625.4                                             |
| Humedad relativa (%)                               | 83                                                 | 83                                                 | 82                                                 | 78                                                 | 74                                                 | 69                                                 | 65                                                 | 60                                                 | 52                                                 | 53                                                 | 62                                                 | 78                                                 | 69                                                 |
| Fuente: Deutscher Wetterdienst                     |                                                    |                                                    |                                                    |                                                    |                                                    |                                                    |                                                    |                                                    |                                                    |                                                    |                                                    |                                                    |                                                    |

## Geografía

### Topografía
Lilongüe está ubicada en una meseta en el centro de Malaui, formando parte del Valle del Rift de África Oriental, situado a una altitud de 1.050 m (3.440 pies) sobre el nivel del mar, a lo largo del río Lilongüe.

## Demografía

### Evolución de la población
| Año  | Población | ±Variación anual en % |
| ---- | --------- | --------------------- |
| 1966 | 19.425    |                       |
| 1977 | 98.718    | +15,93%               |
| 1987 | 223.318   | +8,51%                |
| 1998 | 440.471   | +6,37%                |
| 2008 | 674.448   | +4,35%                |
| 2018 | 989.318   | +3,91%                |

Fuentes:
La población de la ciudad de Lilongüe ha crecido de menos de 20.000 personas en 1966 a casi un millón de personas en 2018. Este fue un crecimiento notablemente rápido y ha provocado el desarrollo de barrios marginales alrededor de la ciudad.

### Etnias
Según el censo de 2018, el 42,28 % de la ciudad de Lilongüe era Chewa, que constituía el grupo étnico más grande. El grupo étnico minoritario más grande de la ciudad era Ngoni con el 17,13 % de la población perteneciente a ese grupo étnico. Otros grupos étnicos menores fueron Lomwe con 14,48% de la población, Yao con 12,11%, Tumbuka con 6,46%, Mang'anja con 1,86%, Sena con 1,78%, Tonga con 1,56%, Nyanja con 0,67%, Nkhonde con 0,63%, Lambya con 0,35%, Sukwa con solo 0,04% y los demás grupos étnicos con 0,64% de la población.

### Religión
La denominación religiosa más grande en la ciudad de Lilongüe es la Iglesia Presbiteriana de África Central con un 23,15 %. La religión minoritaria más numerosa en la ciudad es el catolicismo con un 17,28 %. Otras religiones minoritarias incluyen la adventista del séptimo día, la bautista y la apostólica con un 10,35 % combinado, la pentecostal con un 8,6 %, la anglicana con un 2,31 %, otras denominaciones cristianas con un 21,67 %, el islam con un 11,12 %, la tradicional con un 0,34 %, otras religiones con un 3,38 %, y sin religión con el 1,73 % de la población.

## Educación
La Universidad de Malaui fue fundada en 1964. Hay 38 escuelas primarias privadas (Bedir Star International School, Bishop Mackenzie International School, etc.) y 66 públicas con un total de 103 602 alumnos, así como 29 escuelas secundarias con 30 795 alumnos en Lilongüe.

## Economía

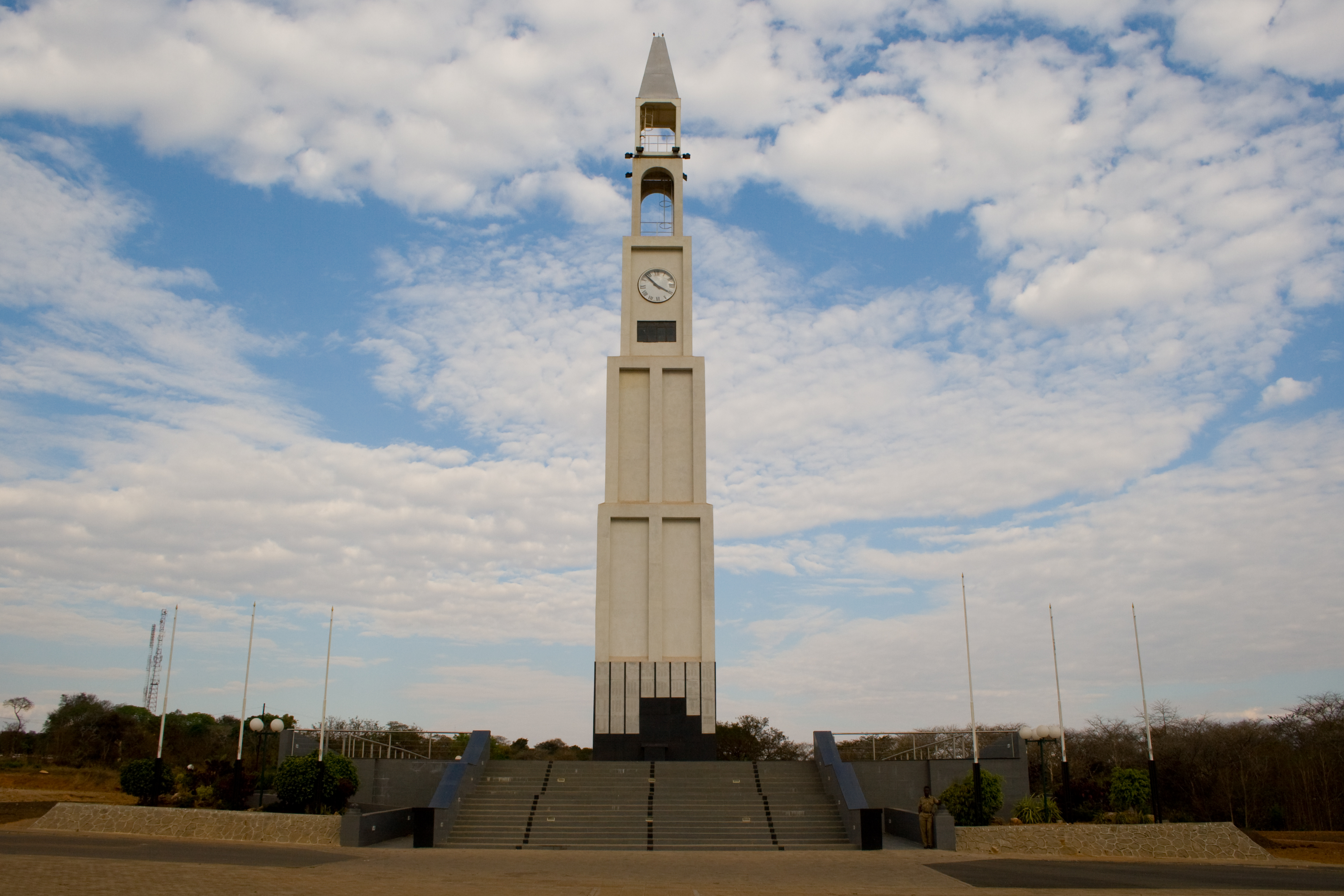
Monumento a la Guerra de los Rifles Africanos del Rey, centro de Lilongüe.

Si bien Blantyre es la capital comercial de Malaui, la economía de Lilongüe está dominada por el gobierno y las instituciones públicas. Kanengo, en el norte de la ciudad, es la principal zona industrial, donde se desarrollan el procesamiento de alimentos, el almacenamiento y venta de tabaco, el almacenamiento de maíz y otras actividades relacionadas con la industria ligera. Las principales actividades económicas de la ciudad son las finanzas, la banca, el comercio minorista, la construcción, el transporte, la administración pública, el turismo y la fabricación de tabaco. El 76 % de la población de Lilongüe vive en asentamientos informales, mientras que la pobreza es del 25 % y el desempleo del 16 %.
La administración pública emplea alrededor del 27 % de todos los trabajadores formales, mientras que el 40 % trabaja en el sector privado y el 2 % trabaja por cuenta propia.

## Historia de la planificación de la ciudad
El primer plan para Lilongüe se publicó en 1955, antes de que en 1965 se tomara la decisión de trasladar la capital de Zomba a Lilongüe. Los objetivos de la medida eran mejorar la eficiencia del gobierno concentrando la administración del gobierno central en una ciudad y estimular el desarrollo en las regiones central y septentrional estableciendo un importante punto de crecimiento en el centro del país. Se designaron consultores para preparar el Plan Maestro de Lilongüe, que se completó en 1968. Muchos de los principios establecidos en el Plan Maestro se adoptaron en planes posteriores. El primero de ellos fue el Plan General de Zonificación de Lilongüe de 1969. Fue preparado para elaborar las recomendaciones generales del Plan Maestro y modificar aquellos aspectos que el Gobierno consideraba inapropiados.
El plan general de zonificación de Lilongüe guio el desarrollo inicial de la ciudad capital. Se adoptó una forma urbana lineal y multicéntrica para evitar los problemas de congestión que pueden surgir con un solo centro. El objetivo era agrupar áreas residenciales, de empleo y de servicios alrededor de cada centro, para reducir la necesidad de viajar largas distancias. Había cuatro centros de este tipo y cada uno era el foco de un sector de la ciudad.
- (a) Centro Comercial Primario de Old Town, que comprende los centros gemelos establecidos en el Área 2 (Bwalonjobyu) y el Área 3 (Kang'ombe)
- (b) Centro de la ciudad, que presta servicio al sector de Capital Hill
- (c) Centro comercial primario Kanengo en el área 25/2 (Bvunguti)
- (d) Centro comercial primario de Lumbadzi, basado en el centro comercial establecido en el Área 53/2 (Kalimbakatha).

El objetivo era lograr un desarrollo equilibrado de la vivienda, la industria y el comercio, entre otras características. Otra característica clave de la ciudad fue su entorno de zonas verdes. Desde el principio hubo una preocupación por crear un entorno de alta calidad con un nivel de vida espacioso, como corresponde a una ciudad capital.

A mediados de la década de 1970 se consideró que debería haber un plan nuevo y actualizado que tuviera una visión más amplia del desarrollo de la ciudad. El resultado fue el Plan de Estructura Urbana de Lilongüe de 1978. Este incorporó cambios de límites y nuevos trabajos de planificación en Lumbadzi y el Aeropuerto Internacional de Kamuzu. El plan fue la principal influencia en la política de planificación.
En 1986 terminó la etapa inicial de desarrollo, la ciudad estaba bien establecida y su crecimiento futuro estaba asegurado. Se había construido gran parte de la red de carreteras y existían redes de suministro de agua y electricidad. El desarrollo urbano se estaba produciendo en los cuatro sectores de la ciudad. El sector del casco antiguo estaba casi completamente desarrollado; el sector de Capital Hill estaba desarrollado aproximadamente a la mitad; y los sectores Kanengo y Lumbadzi estaban desarrollados aproximadamente en una cuarta parte.
Se estableció el esquema general de zonificación de Lilongüe e indicó los diversos usos del suelo de la nueva capital. Se revisó el esquema y se amplió el área de la ciudad propiamente dicha al incluir el Área 56 y el Área 57. Luego se agregó el Área 58 a la jurisdicción de la ciudad según el Censo de Población y Vivienda de 2008. El Plan General de Zonificación de 1986 tenía como objetivo promover el desarrollo urbano regulado y el uso apropiado de la tierra para el transporte y otros fines. El Plan estuvo en vigor hasta el año 2000, pero no se actualizó después del año 2000 debido a limitaciones financieras, técnicas y de recursos humanos.
En respuesta a la solicitud oficial del Gobierno de Malaui (GoM), el Gobierno de Japón (GoJ) decidió realizar un "Estudio del Plan Maestro de Desarrollo Urbano para Lilongwe", que fue confiado a la Agencia Japonesa de Cooperación Internacional (JICA). ), de conformidad con el Acuerdo de Cooperación Técnica entre el Gobierno de México y el Gobierno de Jamaica, firmado el 15 de noviembre de 2008. El estudio fue realizado conjuntamente por un equipo de estudio de JICA y la agencia homóloga de Malaui durante un período de catorce meses desde junio de 2009 hasta septiembre de 2010. El 20 de julio de 2011, el ministro de Tierras, Vivienda y Desarrollo Urbano aprobó el informe sobre el Estudio del Plan Maestro de Desarrollo Urbano para la ciudad de Lilongüe.
El Proyecto de Planificación Urbana y Gestión del Desarrollo de la ciudad de Lilongüe ha estado en proceso de implementación desde noviembre de 2012, con el apoyo de JICA. Los expertos de JICA ayudaron al Ayuntamiento de Lilongüe con las revisiones del Plan de Estructura Urbana.
El área de jurisdicción de la ciudad de Lilongüe, incluida el Área 58, es de 393 km2 y tiene una población de aproximadamente 989.318 según el Censo de Población y Vivienda de 2018. A pesar de que el esquema de zonificación existente fue planeado para desarrollar los cuatro sectores de 
- (1) Sector de la Ciudad Vieja,
- (2) Sector de Capital Hill,
- (3) Sector Kanengo y
- (4) Sector Lumbadzi,

el área urbana se ha ido expandiendo a las zonas sur, suroeste y oeste del casco antiguo de la ciudad. Los asentamientos no planificados ocupados por colonos ilegales se han expandido en casi todas las zonas. Algunas áreas tienen problemas de colonos ilegales que ocupan tierras designadas para desarrollo industrial y uso público. Es necesario identificar y asegurar urgentemente una superficie considerable de terreno para el desarrollo residencial planificado.